# Čerpadlo
Čerpadlo nebo pumpa (v olejové hydraulice nazýváno hydrogenerátor) je mechanický stroj, který dodává kinetickou, potenciální, nebo tlakovou energii tekutině, která skrz něj protéká. Poháněno bývá obvykle jiným strojem – zpravidla nějakým motorem. V praxi se však běžně vyskytují i malá čerpadla na pohon lidskou, dříve i zvířecí silou.
V přeneseném významu slova se používá i výraz tepelné čerpadlo, což je zvláštní technické zařízení určené pro transport tepelné energie prostřednictvím teplonosného média. První čerpadla jsou známa již ze starověku. Sloužila převážně k dopravě vody a byla většinou poháněna lidskou nebo zvířecí silou.
V současné době jsou využívána čerpadla mnoha konstrukcí ve všech odvětvích
hospodářství (zemědělství, průmysl, doprava), ale i na mnoha místech v našich domácnostech.

## Výkon čerpadla
Výkon, který musíme čerpadlu dodat, aby dokázalo dopravit určité množství tekutiny do určité výšky, je dán vzorcem:
{\displaystyle P={\frac {Q\rho gH}{\eta }}}, kde
- P - výkon [W]
- Q - objemový průtok [m3/s];
- ρ - hustota čerpané tekutiny [kg/m3];
- g - gravitační zrychlení (= 9,81 m/s2);
- H - dopravní výška [m]; a
- η - účinnost čerpadla [-].

## Druhy čerpadel podle principu

### Objemová čerpadla
- Pístové čerpadlo (lidový výraz :  "pumpa" )
- Plunžrové čerpadlo
- Membránové čerpadlo
- Zubové čerpadlo
- Lamelové čerpadlo
- Peristaltické čerpadlo
- Šnekové čerpadlo (neboli Archimédův šroub)
- Vřetenové čerpadlo

### Odstředivá čerpadla

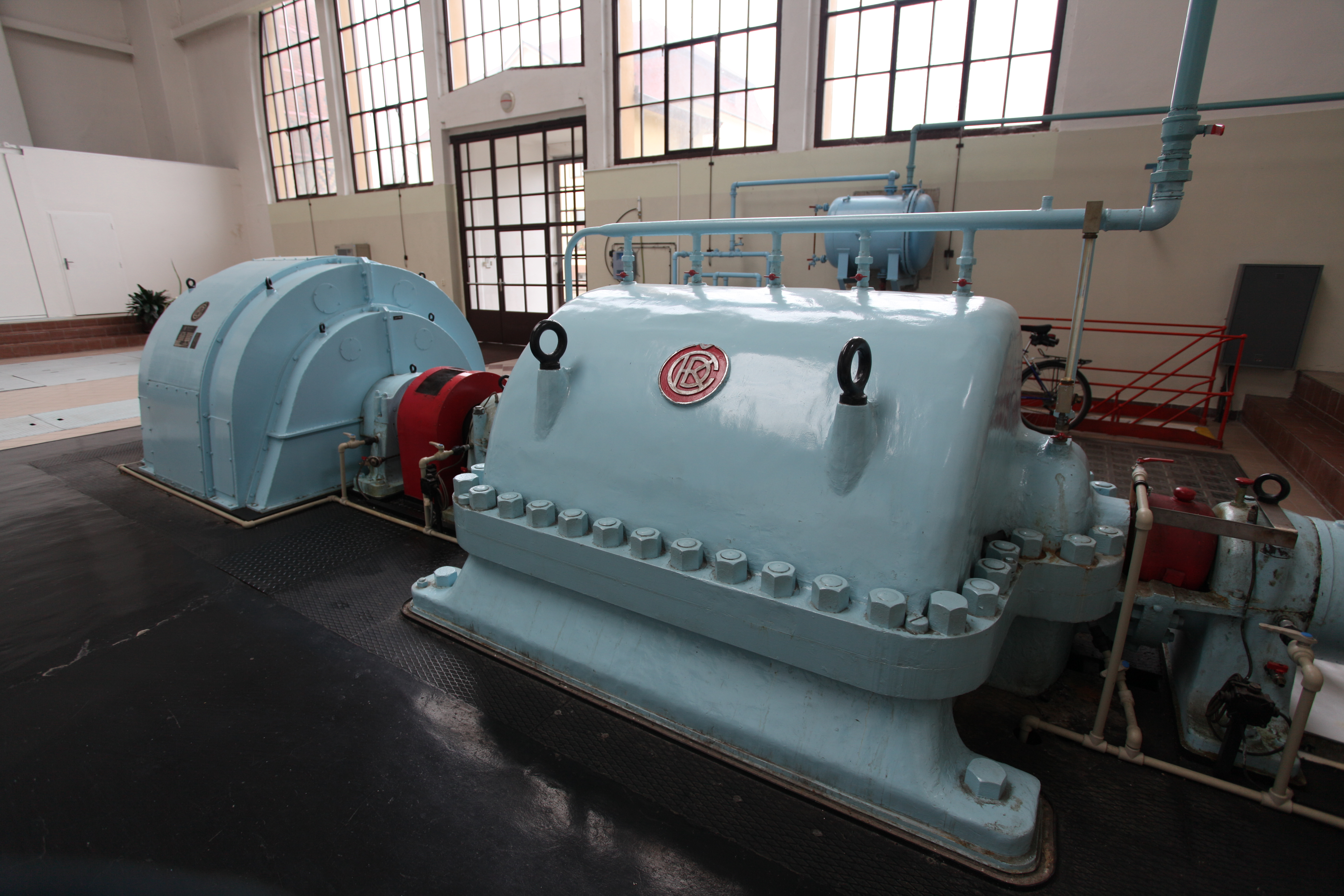
Elektrické odstředivé čerpadlo

Odstředivá čerpadla se podle směru průtoku tekutiny vzhledem k ose otáčení rotoru dají dále rozdělit na
- radiální
- diagonální
- axiální

### Proudová čerpadla
Proudová čerpadla se podle hnacího media (pára či plyn nebo jiná tekutina) se dělí na
- Injektor
- Ejektor
- Mamutka - neboli mamutové čerpadlo

### Další druhy
- Vodní trkač
- Násoska

Poznámka: technický termín "pumpa" je lidový výraz používaný pro pístová čerpadla, správný termín pro správný význam je "čerpadlo" nebo technický nejpřesnější "hydrogenerátor".